# Thomas Mohnike
Thomas Mohnike, né le 9 août 1974 à Berlin-Est, est un spécialiste de la littérature et des Études culturelles et Professeur d'Études scandinaves à l'Université de Strasbourg.

## Biographie
Né à Berlin-Est, Thomas Mohnike grandit à Magdebourg. C'est dans cette ville qu'il passe son Abitur. À partir de 1993, il étudie entre autres l'histoire de l'art, les Études germaniques, les Études scandinaves et les Études culturelles à Charleston (Caroline du Sud), Kiel, Uppsala et Berlin. En 2001, il termine sa maîtrise au Nordeuropa-Institut de l'Université Humboldt de Berlin. Le sujet de sa thèse de maîtrise s'intitule Leerstellen barocker Repräsentation. Der Paratext in den Ausgaben von Georg Stiernhielms Hercules und sein Einfluss auf die Interpretation. En 2006, il soutient sa thèse de doctorat intitulée Imaginierte Geographien. Der schwedische Reisebericht der 1980er und 1990er Jahre und das Ende des kalten Krieges à l'Université de Fribourg-en-Brisgau. En 2015, il obtient l'habilitation à diriger des recherches avec sa thèse Identités narratives & géographies d'appartenance. Éléments pour une théorie des formes narratives de savoir social en circulation culturelle.

### Recherche et enseignement
Entre 2001 et 2007, il travaille comme assistant de recherche au département d'Études scandinaves de l'Université Albert-Ludwig de Fribourg et entre 2007 et 2008 au département d'Études scandinaves de l'Université de Strasbourg. En tant que chercheur invité, il est accueilli en 2004 à l'Université de Copenhague, en 2013 à l'Université de Göteborg et en 2016-2017 au Centre Marc Bloch à Berlin.
En 2008, il devient responsable du département d'Études scandinaves de l'Université de Strasbourg, où il est nommé Professeur des universités en 2017. Ses principaux domaines de recherche au sein des études littéraires et culturelles scandinaves englobent l'histoire de la recherche en Études scandinaves, l'histoire des identités scandinaves et la géographie imaginée. Il s'intéresse également à la littérature suédoise contemporaine et la littérature baroque.
Il est co-éditeur avec Thomas Beaufils de la revue Deshima : Revue d'histoire globale des Pays du Nord depuis 2009. Avec Charlotte Krauss et Urs Urban, il co-édite depuis 2012 la série de publications Globalizing Fiction éditée par la maison d'édition allemande Lit Verlag. Depuis 2014, il est co-éditeur avec Michael Rießler et Joshua Wilbur de la collection Samica publiée par l'Albert-Ludwigs-Universität Freiburg. Depuis 2013, il est le président fondateur de l'Association pour les études nordiques, l'association professionnelle pour les études nord-européennes en France.
Outre ses enseignements et ses recherches théoriques, Mohnike travaille comme traducteur de langue suédoise et écrit des articles de vulgarisation scientifique pour des blogs et des magazines. Avec Heide Henschel, il publie un livre pour enfants chez Kookbooks en 2004. Il est également l'auteur d'une brochure destinée aux patients atteints du syndrome d'Ullrich-Turner.

## Publications

### Scientifique

#### Monographie
- 2007 : Imaginierte Geographien. Der schwedischsprachige Reisebericht der 1980er und 1990er Jahre und das Ende des Kalten Krieges. Würzburg: Ergon-Verlag

#### Édition
- 2007 : Faszination des Illegitimen : Alterität in Konstruktionen von Genealogie, Herkunft und Ursprünglichkeit in den skandinavischen Literaturen seit 1800, Würzburg: Ergon-Verlag (avec Constanze Gestrich)
- 2011 : Auf der Suche nach dem verlorenen Epos : Ein populäres Genre der europäischen Literatur des 19. Jahrhunderts, Münster: Lit Verlag (avec Charlotte Krauss)
- 2017 : Geographies of Knowledge and Imagination in 19th Century Philological Research on Northern Europe, Newcastle upon Tyne: Cambridge Scholars Publishing (avec Joachim Grage)

### Livre pour enfants
- 2004 : Luise und das langweiligste Buch der Welt, Idstein: Kookbooks,  (ISBN 9783937445076) (avec Heide Henschel)